# اسکار نولن
اسکار نولن (دانمارکی: Oskar Nørland; ۴ اکتبر ۱۸۸۲ – ۱۸ مهٔ ۱۹۴۱) بازیکن فوتبال اهل دانمارک بود.
وی به‌همراه تیم ملی فوتبال دانمارک به مدال نقره در بازی‌های المپیک تابستانی ۱۹۰۸ و ۱۹۱۲ رسیده‌است.